# 520
Cette page concerne l'année 520  du calendrier julien. Pour l'année 520 av. J.-C., voir 520 av. J.-C. Pour le nombre 520, voir 520 (nombre).
L'année 520 est une année bissextile qui commence un mercredi.

## Événements
- 25 février : Épiphane devient patriarche de Constantinople[1].
- Septembre : une émeute de la faction bleue à Antioche détermine Justin à abolir les jeux olympiques[1] d'Antioche.

## Naissances en 520
- Pélage II, pape.
- Morgan ap Pasgen, roi de Powys.

## Décès en 520
- Juillet : Vitalien, général byzantin[1].
- Ardgal, roi de Mide en Irlande.
- Zu Gengzhi (né vers 450), mathématicien chinois.